# Dot Baires Shopping
El Dot Baires Shopping es un centro comercial ubicado en el barrio porteño de Saavedra, en la ciudad de Buenos Aires. Fue inaugurado en mayo de 2009, como una innovación  que reformuló el concepto de shopping center, alejado de las big boxes, y con un planteo de usos mixtos, incorporando un edificio de oficinas al conjunto, más una arquitectura con un frente dinámico de gran visibilidad y un atrio tratado paisajísticamente sobre la Avenida General Paz. 
Su ubicación es estratégica debido a su un fácil acceso, por estar ubicada en cercanías del Puente Saavedra y siendo parte del área conocida como Nodo Panamericana General Paz, en la intersección de la Avenida General Paz y la Autopista Panamericana.

## Construcción
Con la construcción del shopping se intentaron resumir las experiencias de la desarrolladora IRSA en materia de shoppings, desde que hiciera Alto Palermo en 1989. Además, en este emprendimiento, la constructora San José Argentina participa como socio minoritario.
La comunidad que habita los aledaños del mall (Barrio Mitre) sufre las consecuencias del enorme desagote pluvial del edificio al registrarse altas precipitaciones. El mall cuenta con excesivas plantas en subsuelo que habrían desplazado las napas que normalmente desagotan siguiendo su curso y ahora, desde la construcción del mall, los vecinos se quejan de inundaciones dentro de sus casas, situación que ha provocado numerosos reclamos e incluso manifestaciones en las puertas de acceso al mismo.

## Características principales
El shopping permanece abierto de lunes a domingos de 10 a 22.
Dividido en cinco plantas comerciales y tres subsuelos, con una superficie total de 173 000 m², el shopping cuenta con 155 locales se encuentran todos alquilados. 
El proyecto arquitectónico es del estudio Pfeifer-Zurdo y Fernández Prieto Arquitectos. En el interior, buscando tener sintonía con la Generación Z, se impone un aire "tecno", con señalización digital para orientar al público.

## Infraestructura y servicios
- 10 salas de cine de la cadena Hoyts, que ocupan 6500 m² de superficie y poseen un total de 2500 butacas.
- Parque de juegos de la firma Neverland con 700 m²
- 2 patios de comida con amplia variedad.
- 2240 cocheras
- Cajeros automáticos, sucursal bancaria y agencia de cambio.

El Shopping posee un edificio de oficinas de ocho pisos conectado al shopping en el cual poseen sus oficinas corporativas empresas como HP y Flybondi. Adicionalmente, se construyó un segundo edificio inaugurado en abril de 2019 llamado Polo Dot donde Mercado Libre posee sus oficinas corporativas.

## Características de la zona
El centro comercial se encuentra dentro del barrio de Saavedra, en el límite con la localidad de Florida, en Vicente López. Sus edificios vecinos son la sede de Philips, el Edificio Intecons, y el Edificio Coca-Cola. En frente, cruzando la Av. General Paz, están el edificio WeWork y el Estadio Ciudad de Vicente López.

### Inundaciones en los alrededores
El 6 de diciembre de 2012, en pleno diluvio e inundaciones, un grupo de personas ingresó al shopping Dot Baires a reclamar. Según informaron voceros de IRSA al diario "La Nación", se trataba de vecinos de barrio Mitre, que protestaban porque su barrio se inundó y acusaron de los anegamientos a la construcción del centro comercial.[cita requerida] Los vecinos del Barrio Mitre vienen denunciando hace un tiempo los conflictos por las inundaciones en la zona, acusando al shopping Dot de generarlas.
Desde Dot Baires, informaron que: "Es importante aclarar que Dot Baires Shopping, al momento de la inauguración, llevó adelante una importante obra para la realización de un pluvioducto a pedido del Gobierno de la Ciudad de Buenos Aires. En jornadas donde en el lapso de una hora llueve más de 100 mm. el sistema pluvial se ve colapsado, como sucede en otras partes de la Ciudad".
El Gobierno de la Ciudad propuso construir una "barrera de contención" de 1,5 m alrededor de Barrio Mitre que busca evitar futuros anegamientos e incluyendo la construcción de reservorios de agua. Aunque los vecinos estaban de acuerdo con la mayoría de las medidas, se oponen a la barrera perimetral, por considerarlo una forma de "estigmatizar" al barrio.
A mediados de 2013, se construyó un reservorio en una de las playas de estacionamiento del lote, este reservorio tiene una capacidad de 11 000 m³ de agua, buscando detener los anegamientos que se generaban en la zona y que afectaban a los vecinos del Barrio Mitre. El reservorio es parte de la cuenca del Arroyo Medrano que se encuentra entubado abajo de la zona aledaña.

## Servicios
El shopping cuenta con gran cantidad de locales comerciales de diversos rubros, un patio de comidas y plazas de estacionamiento cubiertas. 

## Transporte
Además de estar ubicada en uno de los ejes principales de transporte vehicular de la zona norte, el Acceso Norte, existen también numerosas líneas de colectivos que circulan por el área. Asimismo, la estación Juan B. Justo de la línea Mitre y la Padilla de la línea Belgrano Norte de tren se encuentran a pocos metros (cerca de 500).

### Trenes metropolitanos
Línea Belgrano Norte:  Padilla
Línea Mitre:  Juan B. Justo

### Colectivos
Líneas: 15 21 28 57 60 71 76 117 130 161
194 203 228A 228B 228D 228F 365 430 TB

## Rubros de los locales
39 rubros que están presentes desde su inauguración, algunos de estos son:
- Ropa de mujer
- Ropa de hombre
- Juguetes
- Librería de textos
- Marroquinería
- Joyería y relojería
- Heladería
- Turismo
- Deportes
- Telefonía celular
- Óptica
- Fiambrería